# Malvín

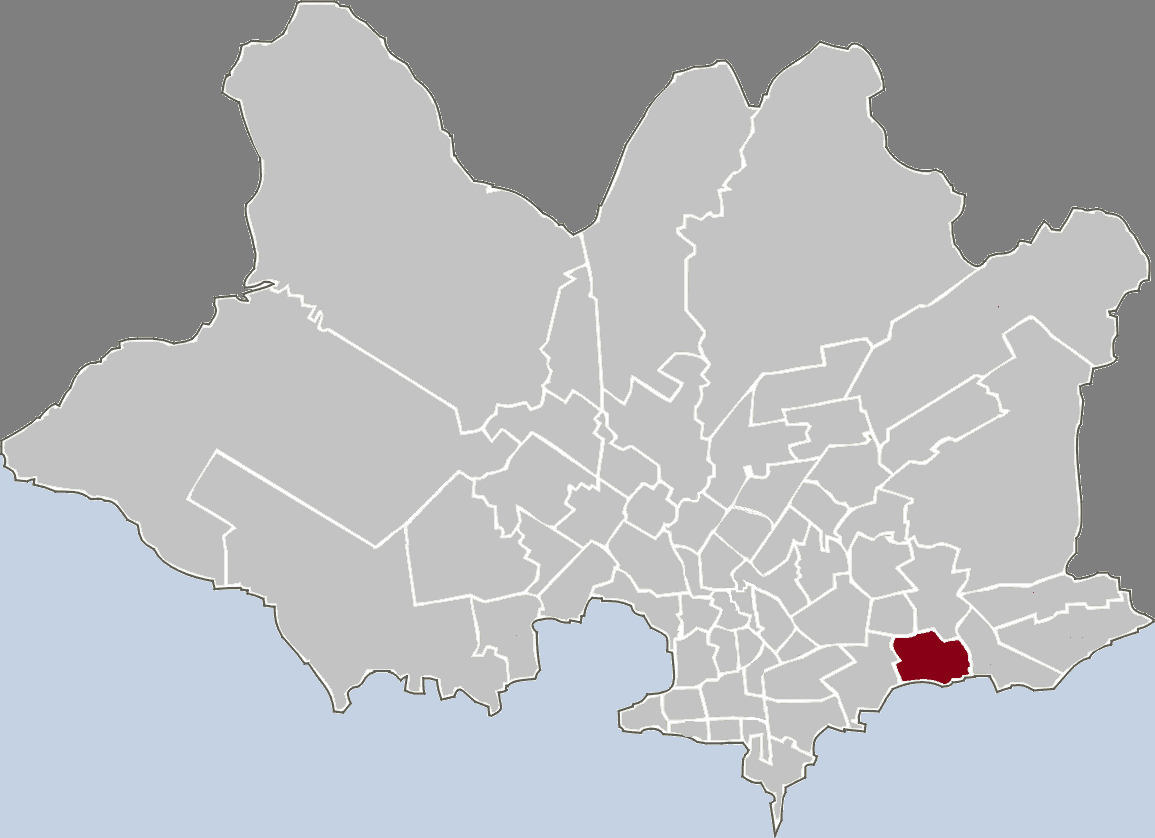
Lage von Malvín in Montevideo

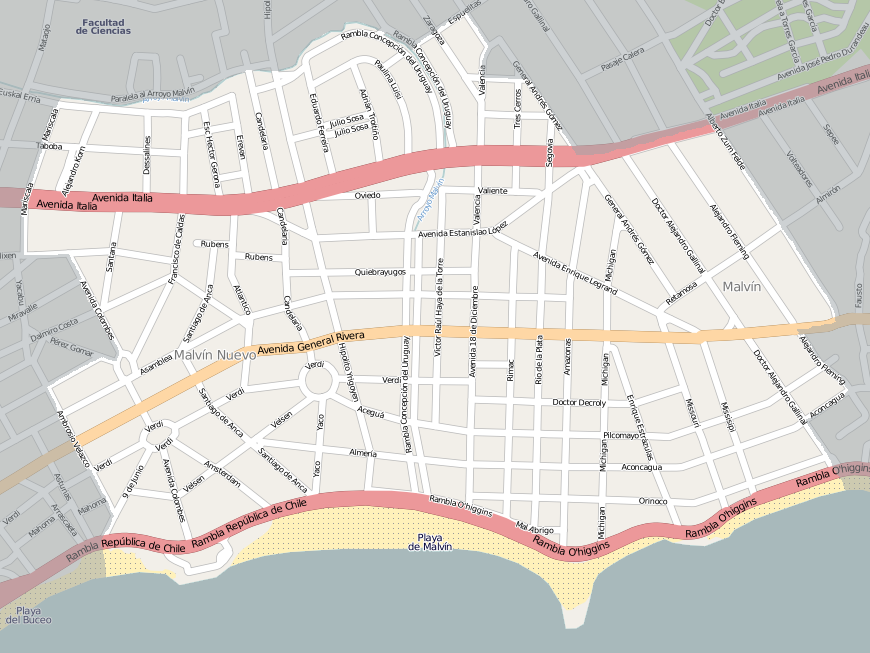
Plan von Malvín

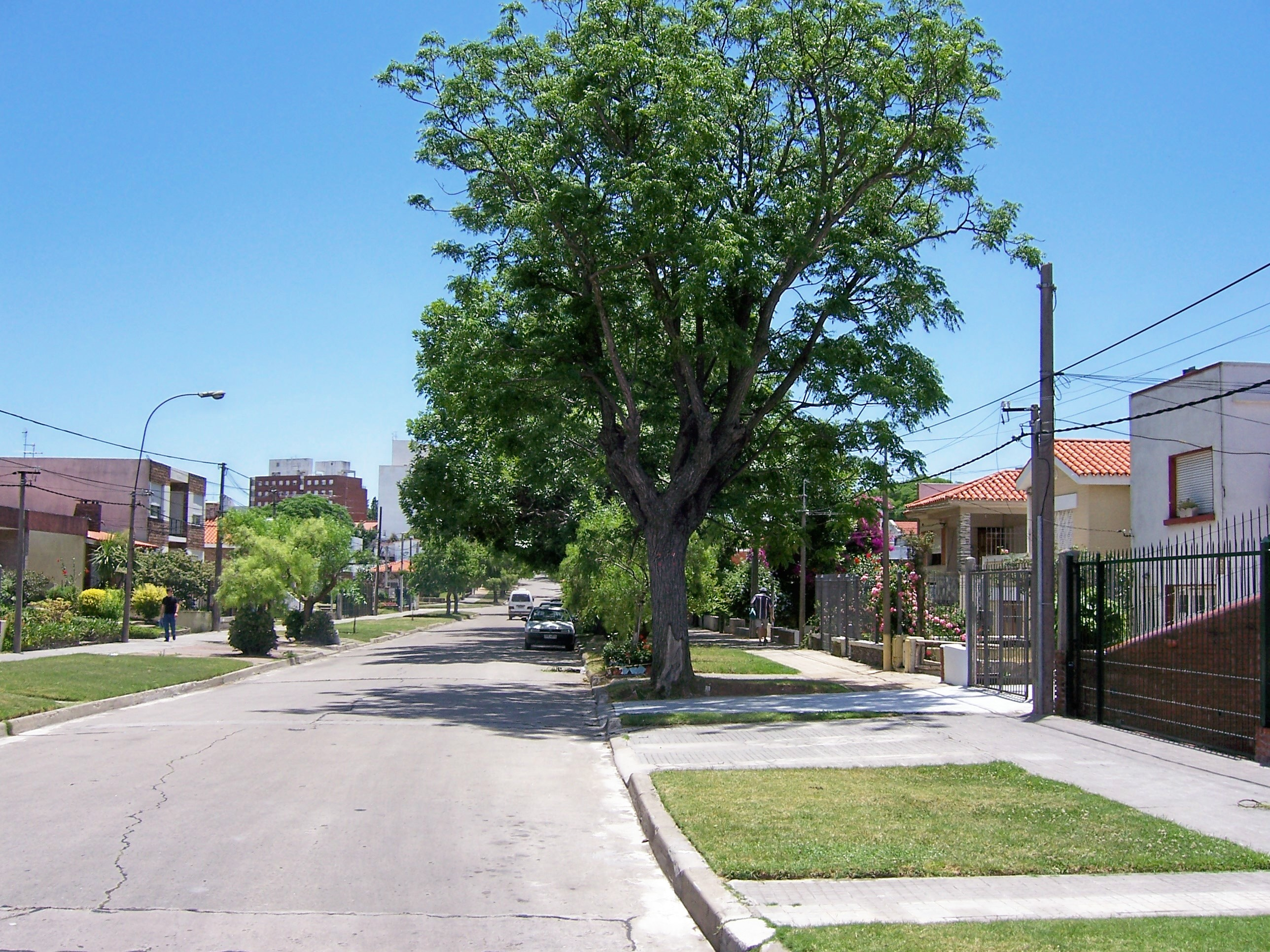
Straße („Calle Colombes“) in Malvín

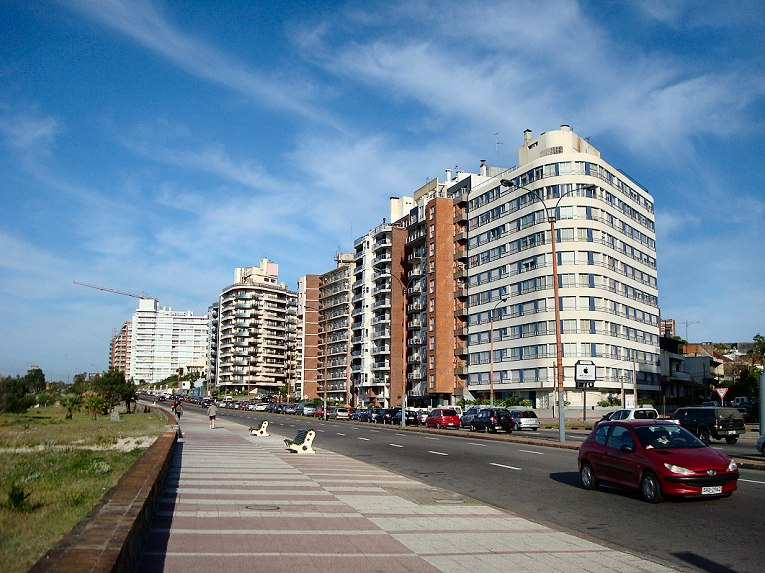
Rambla O’Higgins in Malvín

Malvín ist ein Stadtviertel (spanisch barrio) der uruguayischen Hauptstadt Montevideo.

## Lage
Es befindet sich im Südosten der Stadt an der im Süden des Viertels gelegenen Küste des Río de la Plata. Westlich grenzt Malvín an den Stadtteil Buceo, im Norden schließen Malvín Norte und Las Canteras an, während im Osten Punta Gorda das Stadtgebiet fortführt. Die Trennlinien bilden nach Osten die Calle Alberto Zum Felde, die Avenida Gral.Rivera, die Calle Dr.Alejandro Fleming, die Aconcagua und die Dr.Alejandro Gallinal. Im Norden grenzt unter anderem die Avenida Italia, die Gral. Andres Gomez und die Rambla Euskalleria Malvín von den Nachbarbarrios ab, während westlich die Mariscala, die Samuel Blixen, die Calle Colombes, die Asamblea, die Velazco und die 9 de junio den Rand des Stadtviertels formen. Das Gebiet von Malvín ist dem Municipio E zugeordnet.

## Beschreibung und Infrastruktur
In Malvín befinden sich die Escuela Experimental de Malvín sowie der Sitz des Club Malvín. Die Plaza de los Olimpicos und die östlich davon über die Calle Verdi mit diesem verbundene Plaza Eduardo Fabini sind zwei größere Plätze im Viertel beheimatete Plätze. Zudem gehört die vor der Küste und den dortigen beiden Strände Playa Malvín und Playa Honda gelegene Isla de las Gaviotas zu Malvín.

## Herkunft des Namens
Der Name Malvíns entstammt einer Abwandlung des Nachnamens Juan Balbíns, dessen Salzfleischfabrik an dieser Örtlichkeit angesiedelt war.